# Mezcla frigorífica
Se conoce como mezcla frigorífica a toda mezcla en la que se obtiene una temperatura menor que la de cada componente por separado. La más común es el hielo con cloruro de sodio, que se ha usado tradicionalmente para la fabricación de helados, ya en torno al año 400 a. C..
Al mezclar hielo machacado o nieve a 0 °C con alguna sustancia soluble en agua, tiene lugar una disminución de la temperatura que depende de la cantidad de sustancia añadida: para un valor determinado de dicha sustancia se alcanzará una disminución máxima (temperatura criohidrática de la mezcla o punto criohidrático).
Cada sistema (agua + sal soluble) tendrá una proporción característica con la que se logrará el máximo descenso de temperatura.
Para lograr que se solidifique una disolución salina de agua debemos lograr que su temperatura disminuya por debajo de 0 °C tanto más cuanto más concentrada esté. Este fenómeno es semejante al que ocurre al calentar una disolución de sal en agua a la presión de 1 atmósfera: si el agua contiene sales no hierve a 100 °C, necesita una temperatura mayor.

## Otros ejemplos
Otros ejemplos de mezclas frigoríficas son:
| Materiales                               | Partes (p/p) | Temperatura de equilibrio |
| ---------------------------------------- | ------------ | ------------------------- |
| Cloruro de amonio (NH4Cl)                | 5            | −12 °C / 10 °F / 261 K    |
| Nitrato de potasio (KNO3)                | 5            | −12 °C / 10 °F / 261 K    |
| Agua                                     | 16           | −12 °C / 10 °F / 261 K    |
| Cloruro de amonio (NH4Cl)                | 5            | −15.5 °C / 4 °F / 257.5 K |
| Agua                                     | 16           | −15.5 °C / 4 °F / 257.5 K |
| Nitrato de amonio (NH4NO3)               | 1            | −15.5 °C / 4 °F / 257.5 K |
| Agua                                     | 1            | −15.5 °C / 4 °F / 257.5 K |
| Sulfato de sodio (Na2SO4)                | 3            | −16 °C / 3 °F / 257 K     |
| Ácido nítrico diluido (HNO3)             | 2            | −16 °C / 3 °F / 257 K     |
| Sulfato de sodio (Na2SO4)                | 8            | −18 °C / 0 °F / 255 K     |
| Ácido clorhídrico (HCl)                  | 5            | −18 °C / 0 °F / 255 K     |
| Nieve/hielo                              | 1            | −18 °C / 0 °F / 255 K     |
| Sal común (NaCl)                         | 1            | −18 °C / 0 °F / 255 K     |
| Nieve/hielo                              | 1            | −26 °C / −15 °F / 247 K   |
| Hidróxido de potasio, cristalizado (KOH) | 1            | −26 °C / −15 °F / 247 K   |
| Nieve/hielo                              | 1            | −51 °C / −60 °F / 222 K   |
| Ácido sulfúrico, diluido (H2SO4)         | 1            | −51 °C / −60 °F / 222 K   |
| Nieve/hielo                              | 2            | −55 °C / −67 °F / 218 K   |
| Cloruro de calcio (CaCl2)                | 3            | −55 °C / −67 °F / 218 K   |
| Ácido sulfúrico, diluido (H2SO4)         | 10           | −68 °C / −90 °F / 205 K   |
| Nieve/hielo                              | 8            | −68 °C / −90 °F / 205 K   |